# Saiza Nabarawi

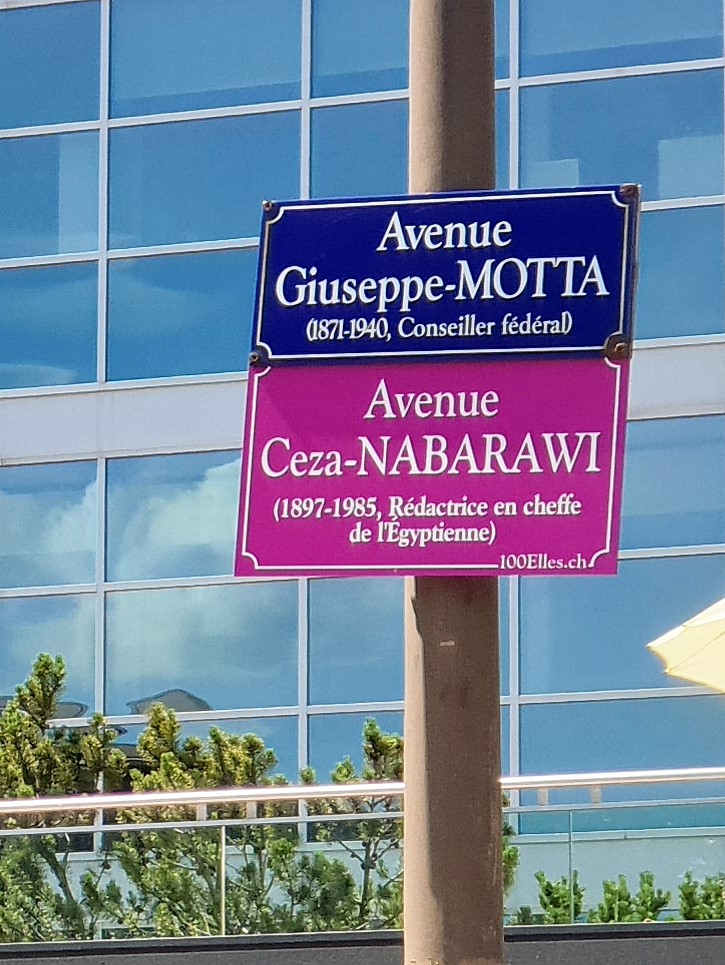

Sīzā Nabarāwī (arabisch سيزا نبراوي) auch Siza Nabrawi, Saiza Nabarawi oder Ceza Nabarawi (Geburtsname: Zainab Muhammad Murād Nabarāwī, arabisch زينب محمد مراد نبراوي) (geb. 1897 in Ägypten; gest. 24. Februar 1985 ebd.) war eine ägyptische Feministin. In ihrer Kindheit wanderte sie mit ihren Adoptiveltern nach Frankreich aus, wo sie ihr Schulstudium erhielt. Nach dem Tod ihrer Adoptivmutter und während ihrer Jugendzeit kehrte Nabarāwī nach Ägypten zurück. Sie war antiimperialistisch und leistete Widerstand gegen die britische Herrschaft in Ägypten. Im Alter von sechsundzwanzig schloss sie sich der feministischen Bewegung in Ägypten an und gilt als eine Mitbegründerin der Ägyptischen Feministischen Union (Egyptian Feminist Union). Nabarāwī ist wahrscheinlich die erste Frau, die den französischen Begriff „féministe“ von 1880 wiederentdeckte und seine Verwendung in seiner modernen Interpretation förderte. Außerdem gilt Nabarāwī als erste Frau, die zur Gründung des östlichen Frauenkongress aufrief, welcher 1930 von Nūr Hamāda in Damaskus gegründet wurde. Neben ihrem feministischen und politischen Engagement war Nabarāwī als Journalistin tätig und blieb im Laufe von 15 Jahren die Chefredakteurin der in Französisch herausgegebene feministischen Zeitschrift L’Egyptienne der EFU. Am 24. Februar 1985 ist Nabarawi in Ägypten gestorben.

## Leben
Sīzā Nabarāwī, die Tochter von Muhammad Murād und Farīda Hānim, wurde 1897 in einem Dorf des Gouvernements al-Gharbiyya in Ägypten geboren. Ihr Geburtsname ist Zainab Muhammad Murād und sie wurde bei der kinderlosen Cousine ihrer Mutter, ʿAdīla Nabarāwī, und deren Mann Ibrahim Nabarāwī großgezogen, der ihr den Namen Sīzā verlieh. Schon als Kind wanderte sie mit ihren Adoptiveltern nach Frankreich aus, wo sie die Grundschule und später das Gymnasium besuchte. Im Jahr 1913 hat ihre Adoptivmutter aufgrund dauernden Streitens mit ihrem Ehemann, der Alkoholiker und Zocker war, Selbstmord begangen. Deshalb ist die fünfzehnjährige nach Ägypten zurückgeschickt worden. Dort stellte sie fest, dass ʿAdīla nicht ihre leibliche Mutter war, was einen Schock bei ihr verursachte. Infolgedessen ist sie umgezogen, um bei ihrem Großvater Amīn Pascha ʿAbd Allah und seine Frau Kāmī Hānim zu wohnen. Bei ihren Großeltern übte ihr Vater seine Autorität über sie aus. Eines Tages sah er sie, während sie einen Hut trug (was oft als Zeichen der Verwestlichung verstanden wurde), seitdem befahl er ihr, den Hidschāb bzw. die Burka zu tragen. Allerdings hat sie das am Anfang abgelehnt und hat sich in ihrem Zimmer für mehrere Tage eingeschlossen, bis Hudā Schaʿrāwī, eine alte Freundin ihrer Adoptivmutter, kam. Schaʿrāwī konnte die rebellische Teenangerin von dem Tragen der Burka dadurch überzeugen, dass sie beide spräter ihre Gesichter enthüllen würden. Nabarāwī diente Hudā Schaʿrāwī als persönliche Sekretärin, begleitete sie oft auf ihren Reisen zu Konferenzen und hatte an ihrem Kampf für Frauenrechte teil.

## Feminismus

### Sīzās Einstellung zum Hidschāb
Anfang des 20. Jahrhunderts standen zwei Begriffe im Vordergrund der Debatte um Frauenrechte in Ägypten, nämlich ḥiǧāb (Gesichtsbedeckung) und sifūr (Aufgeben der Gesichtsbedeckung). Im Gegensatz zu dem heutigen Verständnis von ḥiǧāb, das die Haarbedeckung impliziert, wurde dieses Wort in Ägypten bis zum 20. Jahrhunderts als Bedeckung des ganzen Kopfes bzw. Haar- und Gesichtsbedeckung verstanden. Seit ihrer Jugendzeit hatte Nabarāwī eine ablehnende Einstellung zum Tragen des Hidschāb bzw. zur Kopfbedeckung. So sagte sie: „Als ich aus dem Ausland zurückkam, wo ich bis zu meinem achtzehnten Lebensjahr lebte, war ich motiviert und emanzipiert. Deshalb weigerte ich mich die Burka zu tragen und bestand darauf, nun den Hut anzuziehen.“ Nur Schaʿrāwī konnte Sīzā vom Tragen des Hidschāb überzeugen, indem sie argumentierte, dass die Frauenrechte in einer patriarchalischen Gesellschaft nur peu à peu gefordert werden könnten, um die Auflehnung der Männer zu vermeiden.
Als Mitglied der ägyptischen feministischen Union reiste Nabarāwī 1923 zusammen mit Hudā Schaʿrāwī und Nabawiyya Mūsā nach Rom, um die Union im Kongress des Weltbunds für Frauenstimmrecht bzw. International Alliance of Women (IAW) zum ersten Mal zu repräsentieren. Nach der Konferenz und bei ihrer Rückkehr nach Ägypten stieg Nabawiyya in Alexandria aus, während Schaʿrāwī und Nabarāwi die Fahrt nach Kairo fortsetzten. Beim Ausstieg aus dem Zug am Hauptbahnhof Kairos entblößten beide ihre Gesichter als öffentlicher politischer Akt. Dieses Verhalten empfingen die am Bahnsteig auf ihr Ankommen gewarteten Frauen mit Applaus, wobei einige Frauen ihre Schleier als Nachahmung für die beiden Feministen abnahmen. Nabarāwī zufolge haben nur die Eunuchen, die damals die Bewachung der Frauen zur Aufgabe hatten, Unmut gezeigt. Schaʿrāwī und Nabarāwī gingen bei der Enthüllung ihrer Gesichter einen Schritt weiter, indem sie ihre Fotos den ägyptischen Zeitschriften al-Laṭāʾif al-muṣawwara und Le Journal du Caire übergaben, um sie zu veröffentlichen. Das Aufgeben der Gesichtsbedeckung wurde als eine feministische Strategie für den allmählichen Eintritt in den öffentlichen Raum interpretiert. Während Schaʿrāwī die Burka für das „größte Hindernis für die Teilhabe von Frauen am öffentlichen Leben“ erklärte, betonte Nabarāwī später, dass das Aufgeben der Kopfbedeckung und die darauf folgenden Änderungen in der Gesellschaft den Frauen ermöglicht hätten, sich im Freien zu erholen.

### Mitglied der Ägyptische Feministisch Union (EFU)
Die ägyptische Feministische Union wurde am 16. März 1923 von Huda Schaʿraiwī und ein paar Frauen der Oberschicht Ägyptens gegründet. Sīzā Nabarāwī gehörte den ehrenamtlichen Gründungsmitgliedern der EFU an. In dem ersten Treffen der EFU legte man die Grundregeln der EFU zugrunde. Diese beinhalten die folgenden sechs Artikel:
1. Im März 1923 wurde ein Verein unter dem Namen Die ägyptische Feministische Union gegründet.
2. Die Ziele des Vereins bestehen darin, die wissenschaftlichen und sozialen Kompetenzen der Frauen auf ein Niveau zu entwickeln, das ihnen ermöglicht, mit Männern in allen Rechten und Pflichten mitzuwirken.
3. Der Verein setzte sich mit allen legitimen Mitteln dafür ein, dass die Ägypterinnen ihre politischen und sozialen Rechte erlangen […].
4. Dieser Verband ernennt eine Mitgliederversammlung und einen Vorstand.
5. Die Generalversammlung setzt sich aus ordentlichen Mitgliedern und Ehrenmitgliedern zusammen.
6. Der Vorstand besteht aus zwanzig Mitgliedern, die von der Generalversammlung gewählt werden und aus deren ordentlichen Mitgliedern stammen.[20]

Den Begründerinnen der EFU gehörten muslimische und christliche sowie verheiratete und unverheiratete Frauen an. Die Mehrheit waren in den Dreißigern und Vierzigern; während Schaʿrāwī vierundvierzig war, war Nabawiyya Mūsā siebenunddreißig und Nabarāwī sechsundzwanzig. Die von EFU geführte feministische Bewegung zielte darauf ab, allumfassend „all-inclusive“ zu sein. Dazu sagte Nabarāwī: „Nicht individuell, sondern kollektiv wollen wir unsere Freiheit erlangen. […] Die Emanzipation, die wir uns vorstellen, ist riesig. […] Unter Berücksichtigung der Millionen ignoranter Frauen müssen wir voranschreiten, ohne jemals die Bewegung zu beeinträchtigen, um unsere Ziele zu erreichen.“

#### L’Egyptienne
Im Jahr 1925 führte die EFU die erste feministische Zeitschrift Ägyptens in französischer Sprache unter dem Titel L’Egyptienne (die Ägypterin). Diese war die erste und letzte Zeitschrift Ägyptens, welche in Französisch herausgegeben wurde. Hierbei verwendete die EFU die französische Sprache, da die Zeitschrift sich an die Leserschaft der Oberschicht und der oberen Mittelschicht Ägyptens richtete. Darüber hinaus zielte die EFU darauf ab, in Kontakt mit der internationalen feministischen Gemeinschaft zu treten. Ein anderer Grund, warum diese Zeitschrift auf Französisch veröffentlicht wurde, geht darauf zurück, dass Nabarāwī und Schaʿrāwī, die oft Beiträge in der Zeitschrift verfassten, nicht in der Lage waren, auf Arabisch zu schreiben. Außerdem war die Mehrheit der Frauen der Oberschicht und der oberen Mittelschicht Ägyptens nicht fähig, arabisch zu lesen, da die meisten ihr Studium im Ausland abgeschlossen haben.
Nabarāwī war die erste Editorin der L’Egyptienne-Zeitschrift und blieb fünfzehn Jahre lang Chefredaktorin dieser Zeitschrift.

#### al-Maṣriyya
Um sich direkt mit der breiten Bevölkerungsschichten sowie mit den anderen Araberinnen in Verbindung zu setzen, veröffentlichte die EFU 1937 eine andere Zeitschrift namens al-Maṣriyya (die Ägypterin) in arabischer Sprache. Das Impressum dieser Zeitschrift enthält das islamische Motto: „ḫuḏū niṣf dīnakum ʿan haḏihi al-ḥumaīrāʾ“ (Nimmt die Hälfte eurer Religion von Aischa). Dieses Motto sollte die Vereinbarkeit von Feminismus und Islam signalisieren, um Feminismus für die Mehrheit der Muslime zugänglicher zu machen.
Über die Ziele dieser Zeitschrift erläuterte Nabarāwi: „(al-Maṣriyya) setzt sich zum Ziel ein, das intellektuelle und moralische Niveau der Masse zu verbessern und Solidaritätslinien zwischen den verschiedenen Gesellschaftsklassen zu schaffen. al-Maṣriyya wird ein Minbar (eine Kanzel) für die feministischen Forderungen und eine Zunge für die edelsten nationalistischen Hoffnungen sein.“

#### Feministische Forderungen der EFU

##### Heiratsmindestalter für Mädchen
Eine der ersten Forderungen der EFU an die ägyptische Regierung war das, ein Gesetz für das Heiratsmindestalter der Mädchen zu verabschieden. Als eine von vielen Ägypterinnen, die im frühen Alter heirateten, meinte Huda Schaʿraiwī, dass die Kinderheirat das größte Hindernis für die Entwicklung eines Mädchens sei. Im Jahr 1923 forderte die EFU, das Heiratsmindestalter für Mädchen auf sechzehn festzulegen. Im selben Jahr wurde ein Gesetzesdekret verkündet, welches das Heiratsmindestalter der Frauen auf 16 und der Männer auf 18 fixierte.

##### Debatte um Polygamie
Die neue feministische Bewegung hat eben die Vielehe nicht akzeptiert. Nabarāwī übte scharfe Kritik an der Polygamie, wobei sie darauf bestand, dass nichts mehr als die Polygamie die Familie gefährden könnte. Außerdem erklärte Schaʿrāwī in einem Interview in der Al-Ahram-Zeitung, dass die Polygamie „einen Angriff auf die Würde der Ehefrau und der Mutter darstellt und dass sie ein Hindernis für die [Schaffung] eines harmonischen Hauses ist, welches die moralische Wertung generiert, die es ermöglicht, den guten Bürgern zu formen und zu leiten.“
Aus religiöser Perspektive setzten die Feministinnen die Erlaubnis zur Mehrehe in dem Koranvers 04:03 der am Ende dieses Koranverses vorkommenden Voraussetzung zur Gleichbehandlung der Ehefrauen entgegen. Daneben argumentierten sie, dass die Beschränkung der Polygamie auf vier Frauen im Kontext des vorislamischen Arabiens zu verstehen sei, wo Männer viele Frauen ehelichten. Sie meinten, dass eine solche Begrenzung ein realistischerer Schritt für die Beendigung der Polygamie sei als eine sofortige endgültige Abschaffung.
In der damaligen Zeit stellte nur Murqus fahmī die einzige männliche ablehnende Stimme zur Polygamie dar. Seitens der Muslime hat der islamische Reformer Muhammad Abduh, der Zeuge der schlechten Erfahrung seiner Mutter mit der Polygamie war, vorgeschlagen, dass ein Mann keine weitere Frau heiraten dürfe, ohne seine finanzielle Leistungsfähigkeit vor dem Gericht unter Beweis zu stellen und die Garantie zu gewährleisten, dass er seine Frauen gleiche Aufmerksamkeit gibt. Im Anschluss zu Abduh haben der damalige Justizminister Ägyptens, Ahmad Zakī Abū-s-suʿūd, und der Scheich von Al-Azhar die Empfehlung zu einer Einschränkung von Scheidung und Polygamie in den Vorschlagsentwurf von 1927 für einen überarbeiteten Personenstandskodex aufgenommen. Zwar stimmte das Kabinett dem Vorschlag zu, dennoch legte der König sein Veto ein. Wahrscheinlich ist es, dass der Scheich von Al-Azhar seine Meinung später änderte, wobei er einen Artikel zugunsten der Polygamie in der Maǧallatī-Zeitschrift verfasste. Nachdem Nabarāwī den religiösen Führer nicht interviewen konnte, versuchte sie ihre Leserschaft in einem Artikel der L’Egyptienne-Zeitschrift an der vorherigen Position von Scheich Al-Azhar zu erinnern, indem sie schrieb: „Als er nach dem Gesetzentwurf von 1927 gefragt wurde, antwortete er der feministischen Zeitschrift: "Ich stimme dem neuen Entwurf des muslimischen Personenstandsgesetzes zu und bin stolz darauf, dass ich denjenigen gehöre, die ihn entworfen haben."“

##### Debatte umBayt aṭ-ṭāʿa
Der arabische Begriff Bayt aṭ-ṭāʿa bedeutet wortwörtlich Haus des Gehorsams. Dieser Begriff wird als erzwungener Gehorsam einer Frau gegenüber ihrem Mann verstanden. Gemäß der ägyptischen Verordnung von 1897 zur Organisation der Scharīʿa-Gerichte und der sie betreffenden Verfahren (Artikel 93) und dem entsprechenden Gesetz von 1931 kann ein Ehemann, dem das Gericht einen Gehorsamsdekret zuerkannt hat, die Hilfe der Polizei in Anspruch nehmen, um seine rebellische bzw. ungehorsame Frau zu zwingen, in die eheliche Wohnung zurückzukommen. Eine Ehefrau gilt als „ungehorsam“ (nāšiḏ), wenn sie die eheliche Wohnung ohne einen triftigen Grund verlässt und sich verweigert, zurückzukehren.
Die Feministinnen plädierten für die vollständige Entfernung des Gesetzes von Bayt aṭ-ṭāʿa aus dem ägyptischen Personenstandskodex. Sie standen den Institutionen entgegen, welche dem Mann eine richterliche Anordnung gaben, um seine Frauen zwangsweise zur ehelichen Wohnung zurückzubringen, wenn sie das Haus ohne seine Erlaubnis verlässt. Nabarāwī attackierte das Gesetz von Bayt aṭ-ṭāʿa, wobei sie 1927 in einem Artikel schrieb: „Ist Bayt aṭ-ṭāʿa nicht ein Ehehaus in höchste barbarische Form? […] Eine Ehefrau ist die Gefährtin ihres Mannes und nicht seine Sklavin. […] Eine Ehefrau sollte nicht gezwungen werden, bei einem tyrannischen Ehemann zu bleiben. […] Es widerspricht unserer modernen Vorstellung von menschlicher Freiheit. […] Es widerspricht [ebenfalls] dem Menschenbild nach dem Koran.“
Die Feministinnen betonten, dass Bayt aṭ-ṭāʿa das Familienleben zerstöre. Die EFU beharrte darauf, dass das Recht einer Frau, eine gerichtliche Scheidung zu beantragen, das in das Gesetz von 1929 aufgenommen wurde, dem Begriff des erzwungenen ehelichen Lebens widerspräche. Erst 1967 wurde das Gesetz von Bayt aṭ-ṭāʿa in Ägypten abgeschafft.

##### Rollenverteilung und Nabarāwīs Ehe
Zu den wichtigsten Themen, die die Feministinnen behandelten, zählte u. a. die Rollenverteilung zwischen Mann und Frau. In diesem Zusammenhang diskutierten sie die finanzielle Lage der Familie. In den 1930er Jahren fand sich die ägyptische Gesellschaft mit einer Wirtschaftskrise konfrontiert. Diese führte dazu, dass es den jüngeren Männern der Mittelschicht schwierig war, die verpflichtete Brautgabe (Mahr) an Frauen zu zahlen. L’Egyptienne ging auf dieses Problem ein, wobei sie einerseits versuchte, die Wertvorstellung über die Ehe zu ändern. Anderseits präsentierte die Zeitschrift Sīzās Ehe 1938 von dem ägyptischen Künstler Mustafā Nadschīb als Musterehe, welche auf „spiritueller und intellektueller Basis“ aufgebaut ist. Laut dem Werk al-aḫawāt al-muslimāt wa bināʾ al-usra al-qurʾānniyya (die muslimischen Schwester und Aufbau der koranischen Familie) entgegnete Nabarāwī dem Heiratswunsch von Mustafā Nadschīb, dass sie nicht in einer Beziehung treten kann, in der nur einer der beiden Partner (gemeint ist hier der Mann) die Ehe auflösen kann, wann immer er will. Diesem Werk zufolge hat der Bräutigam Mustafā den Vorschlag gegeben, dass sie das Recht auf Eheauflösung übernimmt. Dementsprechend akzeptierte Nabarāwī diesen Vorschlag und heiratete ihn. Allerdings hat die Ehe nur vier Jahre gedauert.

## Politisches Engagement
Innerhalb der EFU drehte sich die Debatte um die Förderung der Demokratie. Während einige Mitglieder das als einen Schritt in der politischen Richtung sahen, entschied sich Nabarāwī und die Mehrheit dafür, dass die EFU sich mehr für die Förderung der Demokratie einsetzen soll. Um die Frauen zu ermutigen, sagte Nabarāwī: „Wenn Frauen glauben, dass der Staat eine Organisation ist, die Frieden, Freiheit, Gerechtigkeit und Wohlergehen für alle sichert, müssen sie diese Überzeugung mit leidenschaftlicher Aufrichtigkeit vertreten. Frauen müssen den Glauben an die Demokratie am Leben erhalten. Es kann keine Freiheit für Frauen geben, wenn Freiheit nicht mehr ein anerkanntes Recht jedes Einzelnen ist. Der Kampf der Frau ist der der ganzen Menschheit.“
Nach dem Tod von Schaʿrāwī wurde Nabarāwī als Vizepräsidenten der EFU ernannt. Jedoch verlor die EFU Ende der 1940er Jahre ihre feministische Kraft und so versuchte Nabarāwī durch die Gründung des Jugendkomitees (laǧnat aš-šabbāt) das Engagement der jüngeren Frauen zu aktivieren. Das Jugendkomitee suchte Frauen aus armen Gebieten Kairos, um sie politisch zu bilden. Parallel dazu engagierte sich Nabarāwī für die antiimperialistische Bewegung Freunde des Friedens (Friends of Peace), welche sich gegen eine anhaltende Präsenz britischer Truppen in Ägypten wandte. Darüber hinaus organisierte sie mit anderen Frauen aus allen politischen und religiösen Milieus Ägyptens während der Staatskrise in Ägypten 1952 und der darauf folgenden Gewaltwelle in der Zone von Suezkanal das Frauenkomitee für Volkswiderstand (al-laǧna an-nisāʾiyya lil-muqāwama aš-šaʿbiyya), indem sie Widerstand gegen die Briten leisteten und öffentlich demonstrieren gingen. Nach der Revolution von 1952 und der Suppression aller unabhängigen Frauengruppierungen der Linken durch die neue Regierung von Präsidenten Gamal Abdel Nasser wurden alle ihre Aktivitäten eingeschränkt.

## Einzelverzeichnis
1. 1 2  Helen Rappaport: Encyclopedia of Women Social Reformers. 2001, S. 473.
2. ↑  Penny A. Weiss, Megan Brueske: Feminist Manifestos: A Global Documentary Reader. 2018, S. 177.
3. ↑  Muhammad Hamdī: Qāmūs at-tawārīḫ. 2014, S. 69. Online verfügbar.
4. ↑  In ihrem Werk "Feminists, Islam, and Nation; S. 98" meinte Margot Badran, dass das Dorf (al-Quraschyya) in Kairo liegt. Jedoch befindet sich das Dorf in al-Gharbiyya Gouvernement. Vgl. dazu; Asʿad b. Mammātī: kitāb qawānīn ad-Dawāwīn. Ed. von Aziz Suryal Atiya. 1943, S. 93.
5. ↑  In ihrer Biographie erwähnt Hudā Schaʿrāwī, dass der Ehemann von ʿAdīla Ṣubḥy Nabarāwī hieß. Vgl. dazu; Hudā Schaʿrāwī: muḏakirāt hudā šaʿrāwī. Hindawi Foundation for Education and Culture. 2013, S. 56.
6. ↑  Margot Badran: Feminists, Islam, and Nation; Gender and The making of the modern Egypt. 1995, S. 98f.
7. ↑  Margot Badran: Feminists, Islam, and Nation; Gender and The making of the modern Egypt. 1995, S. 67.
8. ↑  Hifnāwī Baʿlī: Bānūrāmā an-naqd an-nasawī fī ḥiṭābāt an-nāqidāt al-miṣrīyāt. Al-Yāzūrī, Amman, 2015. S. 181. Online verfügbar.
9. ↑  Beth Baron: Unveiling in early twentieth century Egypt: practical and symbolic considerations; In: Middle Eastern Studies, 2006, S. 370f. Online verfügbar.
10. ↑  Zitiert nach Muhammad Ahmad Ismaʿīl: ʿAwdit al-Ḥiǧāb. 2004, Bd. 1, S. 117. Online verfügbar
11. ↑  Vgl. Muhammad Ahmad Ismaʿīl: ʿAwdit al-Ḥiǧāb. 2004, Bd. 1, S. 117. Online verfügbar
12. ↑  Diese Organisation wurde am 4. Juni 1904 in Berlin unter dem Namen International Woman Suffrage Alliance (IWSA) gegründet. Vgl. The Woman Suffrage Alliance News, Centenary Edition. Online als PDF verfügbar.
13. ↑  Margot Badran: Feminists, Islam, and Nation; Gender and The making of the modern Egypt. 1995, S. 91.
14. ↑  Margot Badran: Feminists, Islam, and Nation; Gender and The making of the modern Egypt. 1995, S. 92.
15. ↑  Zitiert nach Margot Badran: Feminists, Islam, and Nation; Gender and The making of the modern Egypt. 1995, S. 92f.
16. ↑  al-Laṭāʾif al-muṣawwara war eine Zeitschrift, die von 1915 bis 1941 in Ägypten herausgegeben wurde. Sie war eine literarische und Satirezeitschrift, welche sich in gutem Stil und eloquenter Sprache mit zeitgenössischen Ereignissen und Persönlichkeiten dieser Zeit befasste. Webseite: al-Laṭāʾif al-muṣawwara, Online verfügbar (Memento des Originals vom 4. März 2021 im Internet Archive)  Info: Der Archivlink wurde automatisch eingesetzt und noch nicht geprüft. Bitte prüfe Original- und Archivlink gemäß Anleitung und entferne dann diesen Hinweis..
17. ↑  Der Inhaber und Gründer dieser Zeitschrift ist Iskander Makariyus, ein Kind griechisch-orthodoxer syrischer ausgewanderter Familie, der den ägyptischen Nationalismus dem arabischen vorzog und sich an einem glühenden ägyptischen nationalistischen Stil in seiner Zeitschrift festhielt. Vgl. Beth Baron: Egypt as a Woman; Nationalism, Gender, and Politics. 2005, S. 92.
18. ↑  Margot Badran: Feminists, Islam, and Nation; Gender and The making of the modern Egypt. 1995, S. 93.
19. ↑  Margot Badran: Feminists, Islam, and Nation; Gender and The making of the modern Egypt. 1995, S. 159.
20. ↑  Hudā Schaʿrāwī: muḏakirāt hudā šaʿrāwī. Hindawi Foundation for Education and Culture. 2013, S. 168.
21. ↑  Margot Badran: Feminists, Islam, and Nation; Gender and The making of the modern Egypt. 1995, S. 96.
22. ↑  Zitiert nach: Margot Badran; Feminists, Islam, and Nation;  Gender and The making of the modern Egypt. 1995, S. 95.
23. ↑  Margot Badran: Feminists, Islam, and Nation; Gender and The making of the modern Egypt. 1995, S. 102.
24. ↑  Margot Badran: Feminists, Islam, and Nation; Gender and The making of the modern Egypt. 1995, S. 103.
25. ↑  Margot Badran: Feminists, Islam, and Nation; Gender and The making of the modern Egypt. 1995, S. 105f.
26. ↑  Zitiert nach: Margot Badran: Feminists, Islam, and Nation; Gender and The making of the modern Egypt. 1995, S. 105f.
27. ↑  Margot Badran: Feminists, Islam, and Nation; Gender and The making of the modern Egypt. 1995, S. 127f.
28. ↑  Margot Badran: Feminists, Islam, and Nation; Gender and The making of the modern Egypt. 1995, S. 128.
29. ↑  Zitiert nach: Margot Badran; Feminists, Islam, and Nation; Gender and The making of the modern Egypt. 1995, S. 128.
30. 1 2  Margot Badran: Feminists, Islam, and Nation. 1995, S. 129.
31. ↑  Zitiert nach: Margot Badran; Feminists, Islam, and Nation; Gender and The making of the modern Egypt. 1995, S. 129.
32. ↑  Um mehr zu dem Begriff nušūz, sehe den Wikipedia-Artikel Sure 4:34
33. ↑  Ron Shaham: “Bayt al-ṭāʿa”, in: Encyclopaedia of Islam. Online verfügbar.
34. ↑  Zitiert nach: Margot Badran; Feminists, Islam, and Nation; Gender and The making of the modern Egypt. 1995, S. 131f.
35. ↑  Margot Badran: Feminists, Islam, and Nation; Gender and The making of the modern Egypt. 1995, S. 132.
36. ↑  Margot Badran: Feminists, Islam, and Nation; Gender and The making of the modern Egypt. 1995, S. 139f.
37. ↑  Muhammad Abd al-Hakīm und Mahmūd ʿAmir: al-aḫawāt al-muslimāt wa bināʾ al-usra al-qurʾānniyya. 1993, S. 72f. Online verfügbar.
38. ↑  Zitiert nach: Margot Badran; Feminists, Islam, and Nation;Gender and The making of the modern Egypt. 1995, S. 232.
39. ↑  Margot Badran: Feminists, Islam, and Nation. 1995, S. 248.

| Personendaten    | Personendaten |
| ---------------- | --- |
| NAME             | Nabarawi, Saiza |
| ALTERNATIVNAMEN  | Nabarāwī, Sīzā; Nabarawi, Ceza; Nabarāwī, Zainab Muhammad Murād; سيزا نبراوي (arabisch); زينب محمد مراد نبراوي (arabisch) |
| KURZBESCHREIBUNG | ägyptische Feministin |
| GEBURTSDATUM     | 1897 |
| GEBURTSORT       | Ägypten |
| STERBEDATUM      | 24. Februar 1985 |
| STERBEORT        | Ägypten |